# خالد الشنو
خالد بن عبد الرحمن بن عيسى بن عبد الرحمن الشنو الدوسري
( مواليد 1978 -) في المنامة، مملكة البحرين، هو داعية إسلامي وقارئ بحريني وإمام جامع أبو بكر الصديق بمنطقة الحورة شرق العاصمة المنامة ودكتور مساعد بكلية الآداب - قسم اللغة العربية والدراسات الإسلامية بجامعة البحرين. له العديد من المحاضرات والمواعظ والتسجيلات القرآنية. يتمتع بأسلوب رائع في القاء المحاضرات، وصوت عذب في قراءة القرآن. ووالده الشيخ عبد الرحمن الشنو الذي كان له دور فاعل في الدعوة الإسلامية وتعليم طلاب العلم وتحفيظهم القرآن الكريم خاصة في المنامة.

## المؤهلات العلمية
درجة الدكتوراه في الفقه وأصوله (2014م)، كلية معارف الوحي والعلوم الإنسانية – الجامعة الإسلامية العالمية – ماليزيا، درجة الماجستير في الفقه وأصوله (2004م)كلية الشريعة والدراسات الإسلامية – جامعة اليرموك – الأردن، درجة البكالوريوس في الشريعة (2000م)كلية الشريعة – جامعة الإمام محمد بن سعود الإسلامية – السعودية، الشهادة الثانوية العامة - الفرع الديني (1996م)المعهد الديني – البحرين.
'الخبرة العملية:مساعد بحث وتدريس بقسم اللغة العربية والدراسات الإسلامية- كلية الآداب بجامعة البحرين، خطيب رسمي بإدارة الأوقاف السنية، إمام جامع أبي بكر الصديق بالمنامة - البحرين، واعظ في شهر رمضان بإدارة الأوقاف السنية، محاضر بمعهد البحرين للعلوم الشرعية التابع للمجلس الأعلى للشئون الإسلامية بالبحرين، رئيس لجنة الدعوة والثقافة بجمعية الإصلاح سابقاً، عضو فريق وقاية الشباب من الأمراض المنقولة جنسيا والإيدز التابع للإتحاد العالمي للجمعيات الطبية الإسلامية، عضو لجنة التحكيم في مسابقة القرآن الكريم والحديث الشريف لدول مجلس التعاون الخليجي، التابعة للمؤسسة العامة للشباب والرياضة، 2007م، عضو جمعية الأدب الإسلامي بالبحرين، عضو مؤسس في جمعية المركز الريادي للتدريب الشبابي بالبحرين، بإشراف د.طارق السويدان من الكويت، عضو جمعية رابطة علماء الشريعة بدول مجلس التعاون الخليجي، عضو برابطة علماء السنة.

## الدورات العلمية والعملية التي حصل عليها
ثلاث دورات في فن تخريج الأحاديث النبوية د. عمر إيمان أبوبكر (جامعة الإمام محمد بن سعود- السعودية)، دورة في فن دراسة الأسانيد، د. عمر إيمان أبوبكر (جامعة الإمام محمد بن سعود- السعودية، دورة في فنون الإلقاء المختلفة (جامعة الإمام محمد بن سعود- السعودية)، دورة في فن الخط العربي (جامعة الإمام محمد بن سعود- السعودية)، دورة في فن كتابة الخبر الصحفي، د. عدنان بومطيع (جمعية الإصلاح- البحرين)، دورة في رياضة الدفاع عن النفس- التايكوندو (مع المدرب أحمد الحوطي)، دورات في البرمجة اللغوية العصبية NLP، د. مصطفى أبوسعد (جمعية الإصلاح -البحرين)، الدورة التأهيلية التدريبية السادسة في وقاية الشباب من الأمراض المنقولة جنسياً، 3/6-8/6/2006م، (الاتحاد العالمي للجمعيات الطبية الإسلامية بالتعاون مع جمعية الإصلاح- البحرين)، ورشة العمل التدريبية للقادة الدينيين للتجاوب مع الإيدز- الأديان في خدمة الإنسان، 22-24/4/2007م، (البرنامج الإقليمي للإيدز في الدول العربية التابع لبرنامج الأمم المتحدة الإنمائي بالتعاون مع وزارة الصحة ووزارة العدل والشئون الإسلامية- البحرين)، ورشة تدريبية بعنوان (خطط حياتك) للدكتور طارق السويدان
، الدورة الأولى للأئمة والخطباء بعنوان (دور خطبة الجمعة في إثراء الدوافع الإنتاجية لدى الأفراد) 3 مارس 2009م، إدارة الشئون الدينية بوزارة العدل والشئون الإسلامية بالبحرين، دورة المهارات القيادية للإدارة العليا (مع د. أحمد بوزبر) مركز ارتقاء للتدريب والتطوير (جمعية الإصلاح- البحرين) 26 أبريل 2008م، دورة مهارات وأسرار النشر العلمي وأهميته للباحثين والجامعات (مع د. حمدان بن عويد العنزي) 14 فبراير 2014م، نادي الطلبة السعودي في كوالالمبور بماليزياCourse on (Student-Centered Teaching and Learning),12-13 Nov-2008,The Development of Faculty Performance Project، University Of Bahrain.
'المشاركات الداخلية والخارجية:مسابقة الخطابة 1994م (جمعية الإصلاح- البحرين)، المؤتمر الأول لجمعية الإصلاح- البحرين، بعنوان (نحو ارتباط أوثق بالمجتمع)، 13-14/11/1996م. مؤتمر الإسلام والغرب1996م (على هامش مهرجان الجنادرية- السعودية)
، لمؤتمر الثاني لجمعية الإصلاح- البحرين، بعنوان (جيل المستقبل والتحديات والفرص)، 11-12/11/1998م. مخيم التفوق الكشفي1999م (الباحة – السعودية)، لمؤتمر الرابع لجمعية الإصلاح- البحرين، بعنوان (نحو تنمية مؤسسية رائدة)، 16-17/11/2005م، المؤتمر الخامس لجمعية الإصلاح- البحرين، بعنوان (من أجل إعلام دعوي متفوق)، 24-25/11/2007م، المؤتمر السادس لجمعية الإصلاح- البحرين بعنوان (العمل الخيري.. مشروع نهضة)، 7-8/11/2009م، مؤتمر قضايا الزكاة المعاصرة، 2008م (البحرين)، الملتقى الثالث لرجال الدين والإعلام حول تعزيز الصحة، 8-10/6/2009م، (إدارة تعزيز الصحة بوزارة الصحة بالتعاون مع منظمة الصحة العالمية) (البحرين)، مشاركة في بعض محاضرات ملتقى إدارة الأعمال الثالث (المصارف الإسلامية..الدور والمميزات)(جامعة البحرين)، المؤتمر الثاني لمكتب قضايا المرأة بجمعية المنبر الوطني الإسلامي تحت شعار «أحكام الأسرة: ضرورة شرعية أم التزامات دولية؟» 21 فبراير 2009م (جمعية المنبر الوطني الإسلامي- البحرين)، المشاركة بورقة عمل بعنوان «دور المؤسسات الدينية في تفعيل العمل التطوعى لدى الشباب» في المؤتمر الشبابي الأول «شبابنا تطوع وإبداع» 31 مارس-2 أبريل 2009م (جامعة البحرين، المؤتمر الأول لجمعية رابطة علماء الشريعة بدول مجلس التعاون الخليجي بعنوان (التعليم الشرعي في دول مجلس التعاون الخليجي.. الواقع والطموح)، 28-29/10/2009م (البحرين)، المؤتمر العالمي الثاني للوحدة الإسلامية بعنوان (الطريق إلى وحدة المسلمين والسلام العالمي)، 15-16/12/2009م، (مؤسسة رمضان ببريطانيا) (كوالالمبور- ماليزيا)، المؤتمر العالمي الثاني للغة العربية بعنوان (إسلامية الدراسات اللغوية والأدبية)، 21-23/12/2009م، (قسم اللغة العربية وآدابها بكلية معارف الوحي والعلوم الإنسانية- الجامعة الإسلامية العالمية) (كوالالمبور- ماليزيا)، المشاركة في العديد من المخيمات والسفرات الشبابية وحملات الحج كإداري ومشرف تربوي ومرشد ديني، داخل البحرين وخارجها.
الدورات وورش العمل التي قدّمها:إعداد ورشة عمل تدريبية للمتزوجين القدامى والجدد بعنوان (7 خطوات لزواج سعيد) لمرات عديدة (إدارة العمل النسائي لجمعية الإصلاح – مستشفى البحرين التخصصي بالتعاون مع صندوق مدينة حمد الخيري، دار الحكمة لتحفيظ القرآن الكريم بدولة قطر)، إعداد دورة في الخط العربي لطلبة الإعدادي والثانوي (جمعية الإصلاح - البحرين)، إعداد دورة في فقه أشراط الساعة لمرات عديدة (جمعية الإصلاح، جمعية النور للبر، إذاعة البحرين، عديد من جوامع ومساجد البحرين)، إعداد دورة في إدارة الوقت (صندوق البديع الخيري، مدرسة عراد الإعدادية للبنين، مدرسة زبيدة الابتدائية للبنات...)، إعداد دورة في فقه الطهارة (جامعة البحرين، منتدى الجامعيين بجمعية الإصلاح...)، إعداد دورة عن وصف الجنة بعنوان (رحلة سياحية إلى الجنة) (إدارة العمل النسائي بفرع الرفاع والمحرق بجمعية الإصلاح- البحرين، لجنة الدعوة والثقافة بجمعية الإصلاح -البحرين، دار الحكمة لتحفيظ القرآن الكريم بدولة قطر)، إعداد سلسلة دروس إيمانية تربوية بعنوان (المشتاقون إلى الجنة) (إدارة العمل النسائي بجمعية الإصلاح - البحرين)، إعداد سلسلة دروس إيمانية تربوية بعنوان (مجهولون في الأرض معروفون في السماء) (جمعية النور للبر – لجنة التواصل المجتمعي بجمعية الإصلاح بمدينة عيسى- البحرين)، إعداد سلسلة محاضرات تثقيفية حول الشباب والأمراض الجنسية للمدارس والجامعات والمراكز الشبابية، داخل البحرين وخارجها (بنين وبنات) بعنوان (جنود الله الأخفياء)، عداد سلسلة دروس فقهية في الطهارة والصلاة بشرح كتاب (تيسير العلام شرح عمدة الأحكام للشيخ البسام) (جامع أبي بكر الصديق، إعداد حملات تسويقية إعلامية لجمع التبرعات لمشاريع وقفية تابعة للجنة الأعمال الخيرية بجمعية الإصلاح – البحرين، مثل (كنوز الجنة – مصحف النور الوقفي)، إعداد مجموعة من الحلقات التربوية والوعظية والشبابية في إذاعة وتلفزيون البحرين (برنامج حوارات إسلامية – قضايا الإنسان في آيات القرآن – هذا المساء – حلقة تلفازية عن اليتيم في يوم العيد 2007م – حلقة تلفازية وقفات مع عاشوراء 2008م – حلقة إذاعية عن كيف تحج في مكانك + ماذا بعد الحج 2007م و 2009م، مجموعة حلقات إذاعية عن ذكرى الهجرة النبوية 2009م – حلقة عن بر الوالدين في البرنامج الشبابي التلفازيYUOTH TIME)، إعداد وتقديم 30 حلقة تلفازية بعنوان «للحياة فنون» على قناة البحرين الفضائية، إلقاء الكثير من المحاضرات التربوية والأسرية والتثقيفية وسلاسل الدروس في السيرة والتراجم والإيمانيات والأمراض المنقولة جنسياً وسلوكيات الشباب وغيرها في حملات ركاز لتعزيز الأخلاق وحملة درر لرقي القيم وحملات أخرى كثيرة.
أسماء المحاضرات والدورات التي ألقاها:ورشة عمل تدريبية للمتزوجين القدامى والجدد بعنوان (7 خطوات لزواج سعيد) - دورة في فقه أشراط الساعة - دورة في إدارة الوقت- دورة في فقه الطهارة - دورة عن وصف الجنة بعنوان (رحلة سياحية إلى الجنة) - سلسلة دروس إيمانية تربوية بعنوان (المشتاقون إلى الجنة) أو (مجهولون في الأرض معروفون في السماء)- محاضرة تثقيفية حول الشباب والأمراض الجنسية بعنوان (جنود الله الأخفياء)- سلسلة دروس فقهية في الطهارة والصلاة بشرح كتاب (تيسير العلام شرح عمدة الأحكام للشيخ البسام)- وقفات مع عاشوراء - كيف تحج في مكانك؟ - ماذا بعد الحج؟- في ذكرى الهجرة النبوية - كيف نتفنن في بر والدينا؟- دور المؤسسات الدينية في تفعيل العمل التطوعى لدى الشباب (معركة العمل التطوعي) - كيف يكون الشاب المسلم إيجابيًا؟- دورة بعنوان (أفهمك وتفهمني!)- حاول الاتصال!- انفلونزا القلوب- اعترافات شبابية مثيرة!- كم مضى من عمرك؟- دردشة حول اختيار شريك الحياة (حتى تكون خطبة العمر لا خبطة العمر!)- الزمالة بين الجنسين- مشاهداتي في بلاد النجاشي- هيئ نفسك للجامعة- كيف ترفع درجتك في الجنة- بغازل وكيفي!- حَمَلتني وهناً على وهن- الاستقرار النفسي والأسري في الزواج الناجح للمعاق- أسس الحوار بين الزوجين- سوالف منتديات- أبو لهب في غزة- لبيك يا أقصى- جدد روحك- سلسلة دروس في تدبر القرآن بعنوان (كنتُ في موضع العجائب)- رعاية المسنين في الإسلام- عشاق الكتب- هممٌ توصِل للقمم- مواقف جامعية- طالب وطالبة.. إلى أين؟- هل تختار زوجتك في الجامعة؟- عوالم خفيّة- ثابت على قيمي (بالاشتراك مع الشيخ نبيل العوضي)- بدّلها (بالاشتراك مع الشيخ نبيل العوضي)- كلنا نحبّه (بالاشتراك مع د. محمد فهد الثويني)- فاز من حياته إنجاز (بالاشتراك مع د. صلاح سلطان والمنشد عبد العزيز عبد الغني)- حلو نعيش بمسئولية (بالاشتراك مع د. محمد العريفي)- لا للتهويد والحصار (بالاشتراك مع الشيخ جلال الشرقي)- كبسولات لعلاج الأزمات- 7 وسائل للثبات عند الفتن- كلمات في ظلال الأزمات- كلامك عنوانك (بالاشتراك مع د. مجدي عبيد)- فانظر إلى آثار رحمة الله- جولة في أحكام الكتب الفقهية- كيف نستثمر رمضان؟- لبيك يا شام- 16 طريقة لنيل رحمة الله- طريقك للتفاؤل.